# Школа средњег пута
Школа средњег пута  (санск. माघ्यमक Madhyamaka мадјамака) такође позната као школа празнине  (санск. माघ्यमक Śūnyavāda шуњавада) је била једна од две главне филозофске школа махајана будизма. Утемељио ју је индијски филозоф Нагарђуна у 2. веку.
Према школи средњег пута, и субјекат и објекат су свести нестварни, односно читава стварност је празнина (шуњата). Она је проглашавала ништавност свих емпиријских појмова које заступа теравада (као дарма или пет гомила бића). Збога наглашавања "ничега" (шуња) ова школа је позната као шуњавада.
Насупрот ње је стајала школа свести, друга главна школа махајане која је заступала идеализам спознајне свести.
Око 450. године, Школа средњег пута се поделила на прасамгику, грану која је задржала само негативно учење Нагарђуне, и на сватантрику, грану која је задржала само афирмативно учење.
Школа средњег пута се раширила у Кину, где је прихваћена под називом K'ung tsung и играла је важну улогу у развоју чана и кинеског будизма. Такође се проширила и у Јапан.
Престала је да постоји у 10. веку.

## Етимологија
Madhyamaka је санскритска реч која једноставно значи "средњи пут".

## Учење

### Шуњата
Схватање о шуњати се среће већ у литератури прађна-парамите. Нагарђуна је то схватање преформулисао поставивши темеље новој школи будистичке филозофије.
Критика коју је ова школа усмерила против тераваде односила се на недоследност абхидхаминог метода анализе појмова. Иако је одбацивао представу о стварном, вечно постојећем сопству и рашчлањивао људску јединку на гомила, а гомила на дарме, овај метод се ипак зауставио код дарми, потврђујући њихово постојање. Према мадхјамики ради се о произвољном застоју у аналитичком методу; и дарме су појмови који се морају схватити само као привремене станке у аналитичком процесу. По мадхјамики, ни дарме не поседују реалност пошто је она истински празна (шуња) од свих појмовних конструкција. Дарме немају засебну природу као што се то тврди у теравади - њу поседује само апсолут. Мадхјамика је на тај начин представљала доктрину о апсолутном које се може остварити само кроз прађну, тј. мудрост.

### Средњи пут
Школа мадхјамике је сматрала да се ово схватање налази између доктрине која потврђује сопство (атман), и теравадинске доктрине која одбацује сопство (анатман); отуда назив „средњи пут“ (мадхјамика даршана), по коме је ова школа постала позната. Тај назив, пак, изгледа није користио сам Нагарђуна, а ни његов савременик Арјадева.

### Теорија двоструке истине
Школа Средњег пута предлагала је теорију двоструке истине: истине у обичном смислу и истине у вишем смислу. Не само што постоје две врсте истине већ су те врсте на различитим нивоима. Тако оно што је на нижем нивоу истина у вишем смислу, постаје на вишем нивоу само истина у обичном смислу. Један од кинеских великих учитеља ове школе Чи-цанг (549—623), описујући ову теорију, тврди да укључује три следећа нивоа двоструке истине:
(1) Прост свет све ствари узима као да су заиста yu (биће, постојеће), а ништа не зна о wu (небићу, непостојећем). Зато су им буде говориле да су све ствари ништавне. Рећи на том нивоу да су све ствари постојеће, здраворазумска је истина, а рећи да су све ствари непостојеће јесте истина вишег смисла.
(2) Једнострано је рећи да су све ствари постојеће, али је такође једнострано рећи да су све ствари непостојеће. Обе ове тврдње су једностране, јер дају људима погрешан утисак да непостојање проистиче само из одсуства, или уклањања постојања. Међутим, у стварности, оно што је yu истовремено је и оно што је wu. На пример, нема потребе да се уништи сто који стоји пред нама да би се показало како престаје да постоји. У ствари, он све време престаје да постоји. Овоме је разлог чињеница да, кад човек почне да уништава сто, сто који човек намерава да уништи већ је престао да постоји. Сто у садашњем тренутку више није сто из претходног тренутка. Стога рећи на другом нивоу да су све ствари биће и рећи да су све ствари небиће, представља подједнако здраворазумску истину. Оно што треба рећи јесте да се »неједнострани средњи пут“ састоји у поимању да ствари нису ни постојеће ни непостојеће. То је истина вишег смисла.
(3) Но рећи да се средња истина састоји у оном што није једнострано, значи правити разлике. А сва разликовања су, по себи, једнострана. Стога рећи на трећем нивоу да ствари нису ни yu ни wu и да је у томе неједнострани средњи пут, јесте пука здраворазумску истина. Виша истина се састоји у томе да се каже да ствари нису ни yu ни wu, нити не-yu, не-wu, а да средњи пут није ни једностран ни неједностран.

## Развој школе
Након што су Нагарђуна и Арјадева формулисали средишњи принцип мадхјамике, уследила су три развојна ступња, и то:
1. раздвајање у две школе, прасангику, коју је представљао Будхапалита, и сватантрику, коју је заступао Бхававивека;
2. потом, у раном VII веку Ћандракиртијево поновно афирмисање истрајније прасангике или метода "reductio ad absurdum" као норме за мадхјамику, и
3. на крају стапање мадхјамике са школом јогачаре, које су обавили Шантараксита и Камалашила[8]

Овај облик мадхјамике постао је преовлађујућа филозофија у тибетанском будизму.